# Guachinango
Guachinango är en ort i Mexiko.   Den ligger i kommunen Guachinango och delstaten Jalisco, i den centrala delen av landet, 600 km väster om huvudstaden Mexico City. Guachinango ligger 1 496 meter över havet och antalet invånare är 4 138.
Terrängen runt Guachinango är kuperad åt nordväst, men åt sydost är den platt. Runt Guachinango är det mycket glesbefolkat, med 5 invånare per kvadratkilometer. Guachinango är det största samhället i trakten. I omgivningarna runt Guachinango växer huvudsakligen savannskog.